# Frank Glorius
Frank Klaus Glorius (* 1972 in Walsrode) ist ein deutscher Chemiker und Professor für Organische Chemie im Fachbereich Chemie und Pharmazie an der Universität Münster.

## Leben
Das Studium der Chemie an der Leibniz Universität Hannover schloss er 1997 mit dem Diplom ab, unterbrochen von einem wissenschaftlich neunmonatigen Forschungsaufenthalt an der Stanford University bei Paul A. Wender im Jahr 1995/1996.
Die Promotion erfolgte 2000 an der Universität Basel bei Andreas Pfaltz nach Forschungsarbeiten am Max-Planck-Institut für Kohlenforschung (1997–1999) und an der Universität Basel (1999–2000) über Neue chirale Bisoxazolin-Liganden für die enantioselektive Katalyse. Nach einem Postdoc-Aufenthalt an der Harvard University in Cambridge, Vereinigte Staaten, bei David A. Evans mit Arbeiten zur Naturstoffsynthese von Aflastatin A folgte von 2001 bis 2004 eine Zeit als unabhängiger Forscher/Nachwuchsgruppenleiter/Habilitand mit Alois Fürstner als Mentor. Vor dem formalen Abschluss der Habilitation folgte bereits ein Ruf auf eine C3-Professur für Chemie an der Philipps-Universität Marburg, welche im Dezember 2004 angetreten wurde. Seit 2007 ist er W3-Professor für Chemie an der Universität Münster und ist dort zudem seit 2022 Dekan des Fachbereichs Chemie und Pharmazie (FB 12).
Der Schwerpunkt seiner Arbeit liegt auf dem Gebiet der Katalyse für Organische Synthese, wobei verschiedene Themen bearbeitet werden, wie die Entwicklung und Anwendung von N-heterocyclischen Carbenen (NHCs), Verwendung und Nutzung von Oberflächenmodifikationen durch NHCs, C-H-Aktivierung, asymmetrische Organokatalyse, chemo- und enantioselektive Aromatenhydrierung Photoredoxkatalyse und Energytransfer-Photokatalyse, Entwicklung von Screeningstrategien, Metall-Organische Netzwerke (MOFs), Entwicklung und Anwendung von Lipidanaloga und heterogene Katalyse. Besondere Beachtung fanden ein „Robustness Screen“, komplett regioselektive heterogene C-H-Funktionalisierung mit Pd/C- und Rh(III)-katalysierte C-H-Aktivierung.

## Ehrungen und Auszeichnungen
Glorius erhielt 2006 von der Alfried Krupp von Bohlen und Halbach-Stiftung den mit 1.000.000 € dotierten Alfried Krupp-Förderpreis, 2010 vom Europäischen Forschungsrat (ERC) den mit 1.500.000 € dotierten ERC Independent Researcher Starting Grant und 2013 von der Deutschen Forschungsgemeinschaft den Gottfried-Wilhelm-Leibniz-Preis.
Zudem erhielt Glorius noch u. a. das Liebig-Stipendium und das Dozenten-Stipendium des Fonds der Chemischen Industrie, den ORCHEM-Preis 2004 der Gesellschaft Deutscher Chemiker (GDCh), den Lilly Lecture Award 2004 des Pharmaunternehmens Eli Lilly, den BASF Catalyis Award 2005, den OMCOS-Award 2011 und den Springer Heterocyclic Chemistry Award 2012.
2013 wurde Glorius zum Ehrenmitglied der Israel Chemical Society, und seit 2014 wurde er wiederholt jedes Jahr (bis derzeit 2022) als „Highly Cited Researcher“ geehrt. 2014 hat Glorius zudem den Novartis Chemistry Lectureship Award 2014/2015 erhalten, 2017 folgte der Mukaiyama Award. 2018 wurde Glorius für den Arthur C. Cope Scholar Award der American Chemical Society (ACS), für den Merck, Sharp & Dohme Award der Royal Society of Chemistry (RSC) und für den französischen Gay-Lussac-Humboldt-Preis ausgewählt. Für 2020 wurde ihm die Otto-Roelen-Medaille zugesprochen.
Außerdem wurde Frank Glorius 2014 von den Studierenden der Fachschaft Chemie der Universität Münster für exzellente Lehre mit dem Goldenen Brendel ausgezeichnet. 2017 wurde er zudem als guter Doktoranden-Betreuer mit dem IPMI Faculty Advisor Award ausgezeichnet.
Glorius ist Mitglied in zahlreichen Gremien und Ausschüssen, z. B. im Kuratorium des Fonds der Chemischen Industrie, im Auswahlausschuss der Humboldt-Stiftung fûr Postdocstipendien, im Vorstand der Deutschen Gesellschaft für Katalyse (GeCatS) und Vorsitzender des Ortsverbandes Münster der Gesellschaft Deutscher Chemiker (2011–2014).
Glorius erhielt für seine Arbeiten auf dem Gebiet der Katalysewissenschaften vom Organisch-Chemischen Institut der Universität Münster den „Mitsui Chemicals Catalysis Science Award 2020“. Er ist mit fünf Millionen Yen (knapp 41.000 Euro) dotiert. Frank Glorius hat auch den Otto-Bayer-Preis 2022 erhalten. Schließlich hat er sich neben dem ERC Starting Grant 2010 auch 2017 („HyDream“) und 2022 („HighEnT“) erfolgreich um ERC Advanced Grants beworben.
2021 wurde Frank Glorius als Mitglied in die Nationale Akademie der Wissenschaften Leopoldina aufgenommen, die ihm 2025 den Carus-Preis zusprach. 2022 wurde Glorius Mitglied der Academia Europaea, 2024 erhielt er die Emil-Fischer-Medaille der GDCh.